# Diploma Milka Trnina
Diploma Milka Trnina dodjeljuje se od 1964. godine i nosi ime velike hrvatske pjevačice Milke Trnine (1863. – 1941.). Od 1990. se godine dodjeljuje godišnje. . Dodjeljuje ju Hrvatsko društvo glazbenih umjetnika. Diplome se uglavnom dodjeljuje velikim glazbenim sastavima.

## Dobitnici
- 1964.:
- 1967.:
- 1971.:
- 1980.:
- 1985.:
- 1987.:
- 1988.:
- 1990.:
- 1991.:
- 1992.:
- 1993.:
- 1994.:
- 1995.:
- 1996.:
- 1997.:
- 1998.:
- 1999.:
- 2000.:
- 2001.:
- 2002.:
- 2003.:
- 2004.: Zbor Hrvatske radiotelevizije[2]
- 2005.:
- 2006.:
- 2007.:
- 2008.:
- 2009.: projekt Čarobna frula (redateljice Dore Ruždjak Podolske)
- 2010.: Zdravko Šljivac i Zbor Zvjezdice[3]
- 2011.:
- 2012.: